# 陳銘章
陳銘章（1973年6月12日—），台湾知名導演。

## 簡歷
陳銘章毕业于世新大学视觉传播系，以话剧导演的身分跨足电视界，完成过多部偶像剧，其所拍攝的偶像剧大多为经典之作。2002年首次执导演筒的处女作品《MVP情人》即赢得该年度台湾偶像剧收视冠军，之後又五度拿下该年度的台湾偶像剧收视冠军。2005年由明道、陈乔恩主演的《王子變青蛙》打破《流星花園》在2001年創下的收視紀錄。是其最為成功的作品；《命中注定我爱你》更是破天荒的以「商业偶像剧」之姿赢得2008年台湾电视金钟奖「最佳戏剧节目奖」，成为金钟史上首部赢得该奖项的偶像剧，被誉为「台湾偶像剧金牌导演」。
2011年，《醉後決定愛上你》再次入圍金鐘獎最佳戲劇節目獎、最佳導演、最佳男主角。

### 拍戲意外事件
2010年10月22日於上海拍攝《我和春天有個約會》電視劇，因劇情需要而拍攝「爆破戲」，卻因爆破師操作不慎發生意外，導致演員Selina和俞灝明受到嚴重燒傷。此劇導演陳銘章首度道歉卻是在事發三個月之後，才使用個人微博道歉，民怨持續發酵未得平息，因為劇組的責任和賠償問題還是無法給出交代，看不見負責任之態度，也被外界質疑遲來三個月的道歉是為炒作新戲《醉後決定愛上你》。
陳銘章20日仍未接電話、依舊只在微博上道歉，新戲《醉後決定愛上你》劇組被下封口令，不透露拍攝行程。而他向Selina道歉但未提到男主角俞灝明，也被俞灝明的經紀公司砲轟不負責任。

## 導演作品
- 2002年《MVP情人》---华视、三立
  - 2002年台湾偶像剧年度收视冠军
  - 主演：張韶涵、顏行書、孫協志、林立雯、陈宇凡、陈乔恩、王仁甫、许孟哲、王绍伟

- 2003年 40集兒童節目《小爱姐姐芭蕾花园》---民视
  - 主持：洪嘉鈴

- 2003年 《舞动奇迹》---华视、卫视中文台 
  - 主演：洪嘉鈴、陈宇凡、张大镛、方子萱、隋棠

- 2003年 金钟剧《爱情来了》---华视
  - 主演：謝祖武、陳明真、王耀慶、方子萱、潘奕如、隋棠
  - 入围金钟奖最佳男主角、最佳女主角

- 2004年 《星愿》---华视、纬来
  - 主演：陈怡蓉、张天霖、张孝全、夏如芝、隋棠

- 2004年 《极速传说》---中视
  - 主演：李威、张孝全、杨丞琳、周群达、蔡裴琳、隋棠、潘奕如

- 2005年 《极速传说2-爱恋两千米》（另译：爱神奔驰）---东森 
  - 主演：李威、颜颖思、姚元浩、隋棠、单承矩、李佳豫、潘奕如

- 2005年 《王子变青蛙》---台视、三立 
  - 主演：明道、陈乔恩 、王绍伟、赵虹乔
  - 2005年度台湾偶像剧收视率冠军
  - 以8.05超高收視率打破流星花園在2001年創下的收視紀錄

- 2006年 《爱情经纪约》---台视、三立
  - 主演： 杜德伟、梁心颐、许绍洋、鄧九雲、卓文萱

- 2006年 《愛情魔髮師》---台视、三立 
  - 主演：明道、曾之乔、王绍伟、隋棠、黄玉荣、祝钒刚、潘奕如
  - 2006年台湾偶像剧年度收视冠军

- 2007年 《樱野三加一》---台视、三立
  - 主演：明道、陈乔恩、范植伟、许孟哲、黄志玮

- 2007年 《放羊的星星》---台视、三立 
  - 主演：林志颖、刘荷娜、立威廉、李威、洪小鈴
  - 2007年台湾偶像剧年度收视冠军
  - 入圍韓國首爾電視獎最佳長篇劇集獎 、最佳女主角獎

- 2008年 《命中注定我愛你》---台视、三立
  - 主演：陈乔恩、阮经天、陈楚河、白歆惠、林美秀、鍾欣凌
  - 2008年台湾偶像剧年度收视冠军
  - 入圍金鐘獎年度最佳戲劇節目獎、最佳導演獎-陳銘章、最佳女主角獎-陈乔恩、最佳女配角獎-林美秀、最佳編劇獎、最佳節目行銷獎，獲年度最佳戲劇節目獎、最佳節目行銷獎
  - 以13.64的惊人高收视率再度打破《王子变青蛙》保持三年的偶像剧8.05最高收视纪录，缔造收视与艺术双赢的惊人成就。

- 2009年 金鐘劇《我在1949，等你》---華视、中天
  - 主演：林佑威、戴君竹、張晨光、顧寶明、沈海蓉、黃鴻升
  - 入围金钟奖最佳男配角、最佳美術設計

- 2009年 浪漫愛情电影《蓝色矢车菊》
  - 主演：方中信、范文芳、张震、江一燕、张国柱、夏台鳳

- 2010年 32集都會時尚偶像劇《杜拉拉升职记》---东方卫视、北京卫视
  - 主演：王珞丹、李光洁、李彩华、陈慧珊、叶童、陳彥妃、鄧九云
  - 入围白玉蘭獎最佳電視劇集獎、最佳女演員獎

- 2010年 30集都會偶像喜劇《單身公主相親记》---湖南卫视
  - 主演：林志穎、郭品超、趙靚、陳彥妃、洪小鈴、鄭愷、雷佳音、馨子

- 2011年 文创偶像剧《醉后决定爱上你》---台视、三立
  - 主演：楊丞琳、張孝全、許瑋甯、黃鴻升、王傳一、白梓軒、邓九云、鍾欣凌
  - 入围金钟奖戏剧节目奖、最佳导演奖、戏剧节目奖男主角-张孝全、节目行销奖

- 2011年 38集都会时尚偶像剧 《我的灿烂人生》---东方卫视
  - 主演：言承旭、陈彦妃、翁虹、方芳、馨子、贺彬、邓九云

- 2013年 32集都市言情偶像剧 《全民公主》---东方卫视
  - 主演：安以轩、孙艺州、李承铉、周韦彤、巴戈、夏台凤、张佳莹、张庆庆、张瀚生、彭勃

- 2015年  《克拉戀人》

- 2015年  《向幸福出发 》

- 2015年 45集都市言情偶像剧 《長在麵包樹上的女人》 
  - 主演：唐嫣、黃宗澤、隋棠、刘冬、宥勝、林美秀、宋新妮、狄志杰、邓九云、叶青、郑恺、孙艺洲

- 2016年 38集都市言情偶像剧 《遇見王瀝川》 
  - 主演：高以翔、焦俊艳、连凯、林佑威、郑希怡、王若心、陈冲、吴辰君、迈克隋、许还山、杜源

- 2016年 《滾石愛情故事--愛情、愛我別走》

- 2016年 《遇见爱情的利先生》---浙江卫视

- 2017年 《漂洋过海来看你》---浙江卫视

- 2017年 《人間至味是清歡》---湖南卫视

- 2019年 《親·愛的味道》---江蘇衛視

- 2019年 《第二次也很美》---东方卫视

- 2022年 《遇見璀璨的你》---湖南卫视

- 2024年 《你也有今天》

- 2025年《白月芃星》愛奇藝

- 2025年《绽放的许开心》

## 監制作品
- 2015年 話劇《如果我不是我》
- 2019年 電視劇《世界欠我一個初戀》

### 特殊纪录
- 2002年台湾偶像剧收视冠军：《MVP情人》
- 2005年台湾偶像剧收视冠军：《王子变青蛙》
- 2006年台湾偶像剧收视冠军：《爱情魔髮师》
- 2007年台湾偶像剧收视冠军：《放羊的星星》
- 2008年台湾偶像剧收视冠军：《命中注定我爱你》
- 以《命中注定我爱你》获2008年金钟奖最佳导演奖提名，并获得年度最佳戏剧节目奖
- 2010年《杜拉拉升職記》7月22號於東方衛視、北京衛視首播，再度以超高收視率获得全國收視冠軍
- 2010年《單身公主相親记》9月於湖南衛視播出，依舊寫下大陸收視第一的亮麗佳績
- 2011年《醉后決定愛上你》4月17號於台灣播出，再度奪下全國收視冠軍的佳績

## 外部連結
- 陳銘章導演的新浪微博
- 陳銘章在互联网电影资料库（IMDb）上的資料（英文）（英文）
- 陳銘章在香港影庫上的簡介
- 陳銘章在豆瓣上的资料（简体中文）
- 陳銘章在时光网上的簡介（简体中文）